# 모노코크
모노코크(유니바디) 차체(영어: Monocoque 또는 structural skin)는 자동차의 차체 중, 프레임과 통합되어있는 차체이다. Monocoque는 프랑스어로 "single shell 또는 single hull"이라는 의미다.
반대는 바디 온 프레임 차체이다. 바디 온 프레임 차량은 프레임이 두껍고 튼튼해 비틀림 강성이 유니바디에 비해 더 좋고 전면 충돌시 덜 찌그러지지만, 유니바디 차량은 충격을 분산 시키기 위해 찌그러져야 될 부분은 찌그러지게 설계하고 탑승객을 보호하기 위해 찌그러지지 말아야 할 부분은 찌그러지지 않게 설계하는게 가능하다. 때문에 바디 온 프레임 차체보다 사고시에 오히려 더 안전하여 주로 일반 승용차에 많이 쓰인다. 그리고 요즘엔 유니바디차체 라고 비틀림 강성과 전면 충돌시 차체가 무너지는 정도가 바디 온 프레임 차체 뒤지지 않는 성능을 발휘한다. 그래서 최근들어 나오는 SUV(Sport Utility Vehicle)대부분이 유니바디 차체이다.

## 같이 보기
- 프레임 차체
- 코치빌더